# 民主平和党
民主平和党（みんしゅへいわとう、韓国語: 민주평화당）はかつて存在した韓国の政党。

## 概要
第20代総選挙以降、韓国国会では国民の党が第三の勢力、2017年1月に結成された保守政党の正しい政党が第四の勢力となっていたが、両党は党勢が伸び悩んでいた為に合併を模索し、最終的に正しい未来党を設立する方針を示した。だが、元セヌリ党の議員で構成される正しい政党との統合に反発した国民の党の議員14名が離党し、国民の党を分裂する形で2018年2月6日に発足した。離党した議員14人は全員が全羅道地域（光州広域市・全羅北道・全羅南道）の選挙区から選出されており、初代代表は趙培淑、2018年8月5日以降は鄭東泳が二代目の代表を務めた。2019年には党内対立が発生し、非主流派が離党して代案新党を設立した。
2019年から2020年年頭の間に正しい未来党から保守系議員が相次いで離党すると、2020年4月実施予定の第21代総選挙を見越して政党再編を模索する動きが活発化する中、民主平和党は同じ中道右派性向を有する正しい未来党及び代案新党と協調する道を検討した。その結果、2020年2月15日に三党は合同して新党「民主統合党」を結成することで合意し、若干の修正を経て2月24日に民生党が結成され民主平和党は消滅した。

## 対日姿勢
2018年11月7日、所属議員の千正培が徴用工訴訟問題の判決に際して、日本の外務省に対し「不法な侵略の歴史を率直に認め、朝鮮人被害者に対して正当な賠償が行われるよう先頭に立ってほしい」という公開書簡を送付する意思を表明した。
2019年1月9日、党首の鄭東泳は、徴用工訴訟問題に対する日本政府の姿勢は内政干渉であるとして、安倍晋三首相に抗議する書簡を作成し、日本大使館関係者に手渡している。また、韓国海軍レーダー照射問題についても正当な人道的救助であり、日本は外交問題化するのをやめるべきとのアピールを行った。

## 脚註
1. ↑  보수 야3당 "文대통령, 집무실 광화문 이전 백지화 사과하라(保守野党3党"文大統領、執務室、光化門(クァンファムン)移転の白紙化に謝罪すべき). views&news. (2019年1月5日)
2. ↑  “평화당 첫돌 “중도개혁 중심” 포부… 정계개편설에 안팎 어수선(平和堂が誕生する"中道改革中心"抱負... 政界再編説に内外騒然)”. 한국일보. 2019年2月9日閲覧。
3. ↑  “민주평화당發 '민평-정의 공동교섭단체론'…순항할까”. 아시아경제. 2018年6月14日閲覧。
4. ↑  韓国野党第２・３党が合併へ　新党名は「未来党」聯合ニュース 2018年2月2日
5. ↑  “正しい未来党、代案新党、民主平和党の全羅道系３党が合併”. ハンギョレ. (2020年2月15日) 2020年2月25日閲覧。
6. ↑   “민생당 출범…손학규·최경환·정동영 합당 의결(종합)”. ニュース1（朝鮮語版）. (2020年2月24日) 2020年2月25日閲覧。
7. ↑  “韓国野党議員、日本外務省に書簡伝達予定　「正当な賠償のために率先を」”.   中央日報 (2018年11月7日). 2019年1月11日閲覧。
8. ↑  “韓国野党代表「安倍氏は内政干渉やめよ」＝徴用工訴訟で抗議書簡”.   時事通信 (2018年1月9日). 2019年1月11日閲覧。
9. ↑  http://www.ohmynews.com/NWS_Web/View/at_pg.aspx?CNTN_CD=A0002440763
10. ↑  통합반대파 국민의당 의원들 신당 이름 '민주평화당' ハンギョレ. (2018年1月24日)